# Taybe Yusein
Taybe Yusein (Евелина Георгиева Николова; Kubrat, 4 de maio de 1991) é uma lutadora de estilo-livre búlgara, medalhista olímpica.

## Carreira
Yusein participou dos Jogos Olímpicos de Verão de 2020 em Tóquio, onde participou do confronto de peso meio-médio, conquistando a medalha de bronze após derrotar a russa Lyubov Ovcharova.